# Maycock's Bay
Maycock's Bay är en vik i Barbados. Den ligger i parishen Saint Lucy, i den nordvästra delen av landet vid orten Bromefield.
Omgivningarna runt Maycock's Bay är en mosaik av jordbruksmark och naturlig växtlighet.